# Cycas maconochiei
Cycas maconochiei är en kärlväxtart som beskrevs av Chirgwin och Kenneth D. Hill. Cycas maconochiei ingår i släktet Cycas, och familjen Cycadaceae. IUCN kategoriserar arten globalt som livskraftig. Inga underarter finns listade i Catalogue of Life.

## Bildgalleri

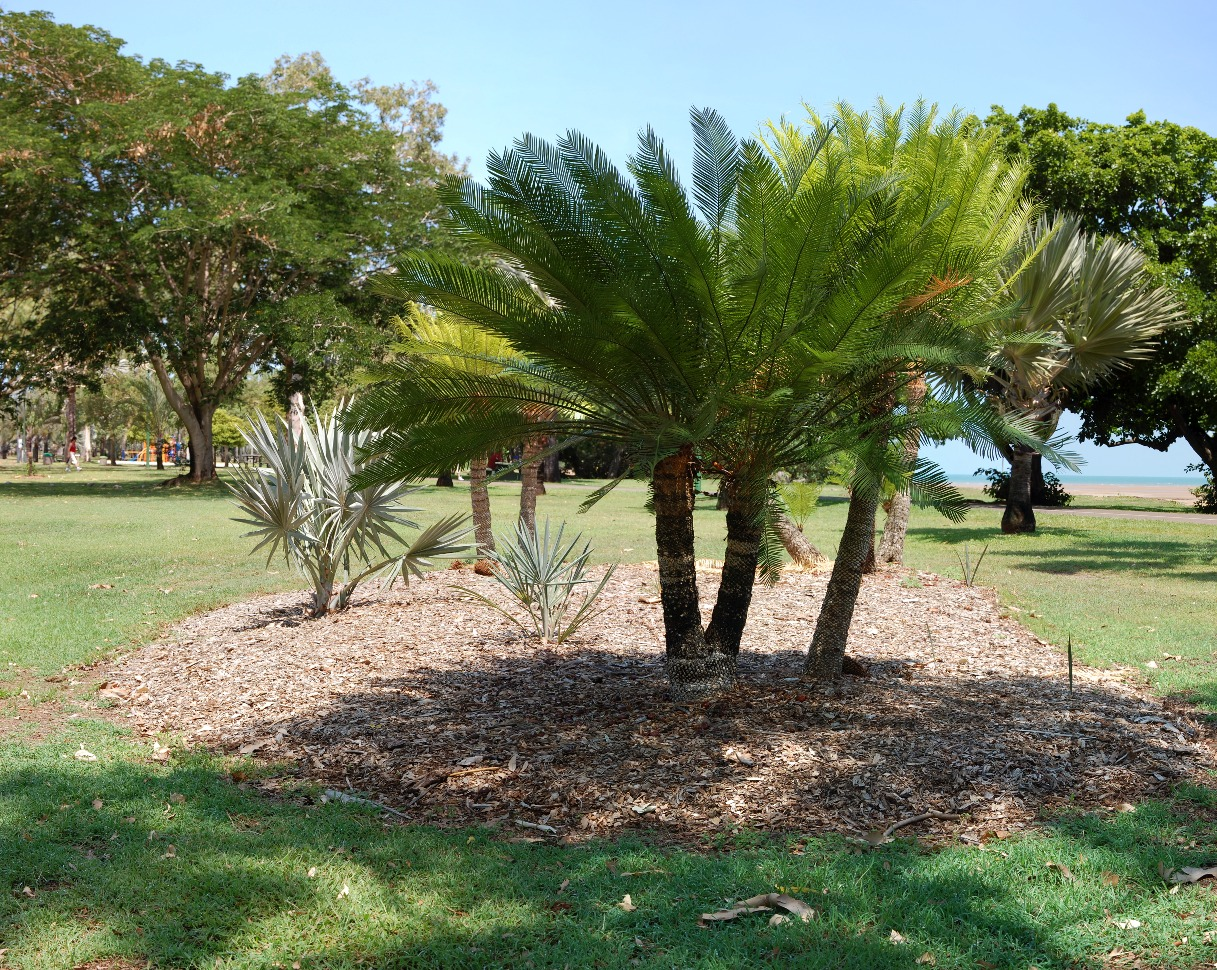